# Узловаја
Узловаја (рус. Узловая) град је у Русији у Тулској области. Према попису становништва из 2010. у граду је живело 55.282 становника.

## Становништво
Према прелиминарним подацима са пописа, у граду је 2010. живело 55.282 становника, 4.481 (7,50%) мање него 2002.
| 1939.  | 1959.  | 1970.  | 1979.  | 1989.  | 2002.  | 2010.  |
| ------ | ------ | ------ | ------ | ------ | ------ | ------ |
| 17.936 | 53.912 | 61.945 | 64.752 | 64.889 | 59.763 | 55.282 |